# St. Michael (Rheidt-Hüchelhoven)

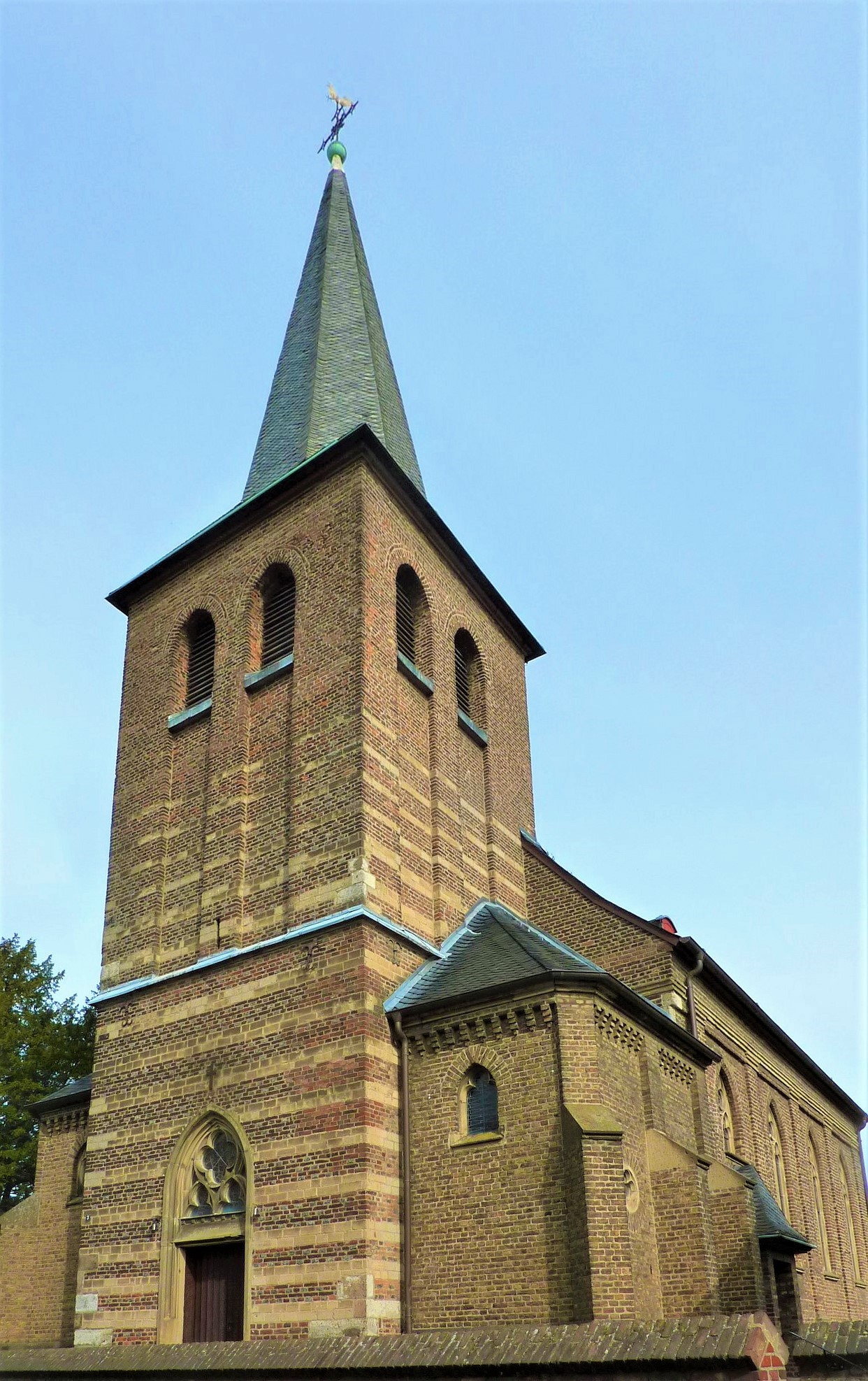
Hüchelhoven, St. Michael

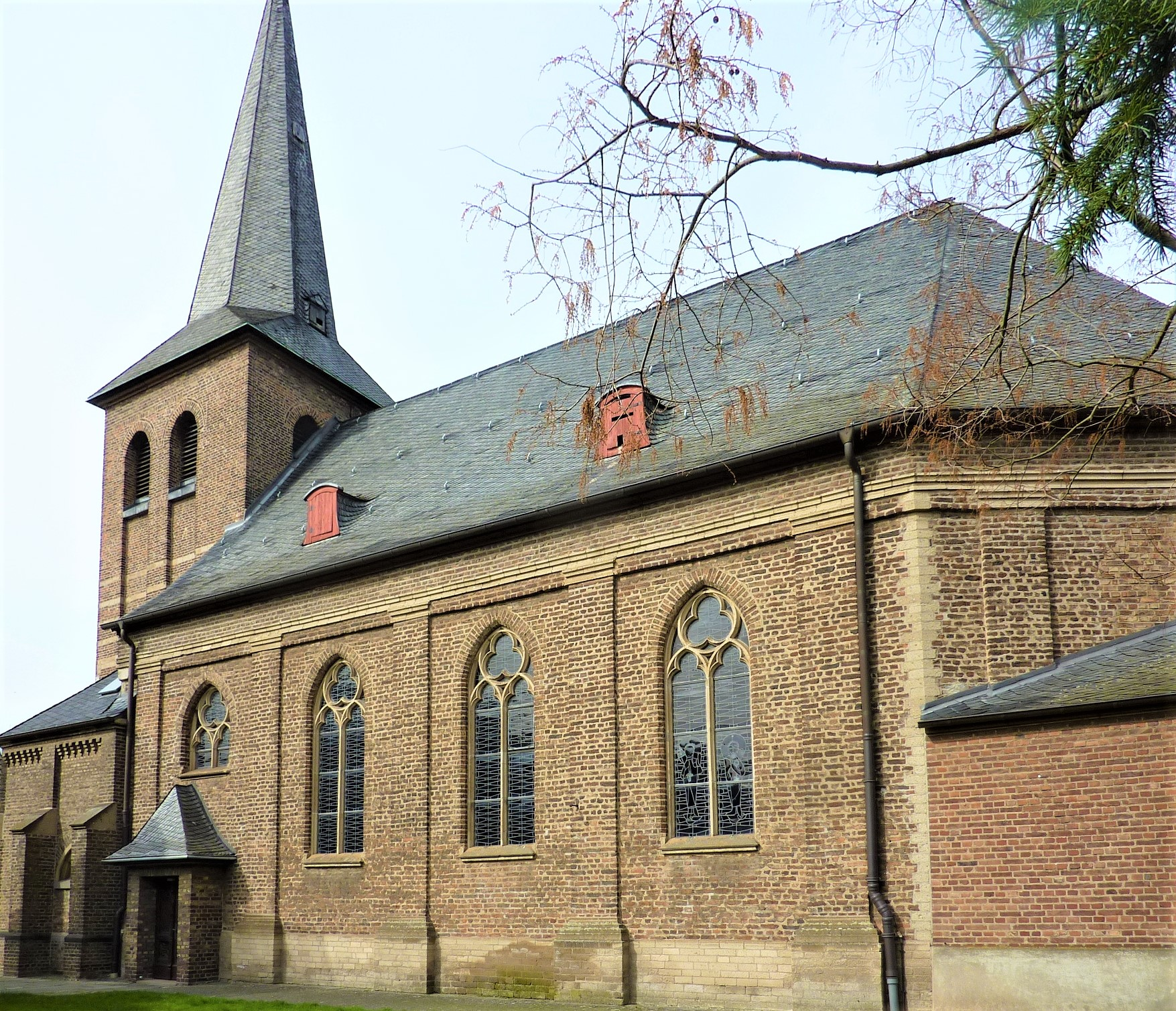
Blick zum Langhaus

St. Michael ist eine römisch-katholische Kirche in Bergheim-Hüchelhoven (Rhein-Erft-Kreis) in Nordrhein-Westfalen.

## Geschichte
Im Jahr 1165 wurde eine Pfarrkirche in Hüchelhoven zum ersten Mal erwähnt, als diese durch den Kölner Erzbischof Rainald von Dassel an die Dompropstei überwiesen wurde. Auch im Liber valoris um 1300 wurde die Kirche erwähnt. Die Pfarrstelle wurde bis zur Säkularisation durch die Kölner Dompröpste besetzt.
Nach einer Inschrift über dem Portal wurde der spätgotische Turm im Jahr 1554 vollendet. Der Turm zeigt den für die Region typischen Wechsel aus Tuff- und Ziegelsteinbändern, wie zum Beispiel Alt St. Martinus in Stommeln oder St. Martinus in Nettesheim. Das Langhaus, ein schlichter Backsteinbau mit polygonalem Chorschluss, wurde 1789 errichtet. In den 1870er Jahren erhielt das Langhaus neugotische Fenstermaßwerke.